# Larry Weiss (Jazzmusiker)
Larry Weiss (eigentlich: Lawrence Edward Weiss * 25. März 1927 in Newark; † Anfang Februar 2011 in Cedar Grove) war ein US-amerikanischer Musiker (Kornett, Piano) des Oldtime Jazz.

## Leben und Wirken
Weiss begann zusammen mit seinem älteren Bruder Seymour, der Klarinette spielte, während seiner Highschoolzeit in den 1940er Jahren semiprofessionell im Raum Essex County (New Jersey) aufzutreten. Sein Vorbild war der Trompeter Bobby Hackett, mit dem er in späteren Jahren konzertierte. 1945 ging er mit 17 Jahren nach seiner Graduierung an der Bloomfield High School zur US-Marine. Nach seiner Rückkehr nach New Jersey 1949 studierte er an der Rutgers University in Newark, wo er den Bachelor erwarb und danach hauptberuflich beim Radiosender WVNJ in Newark und für die American Federation of Television and Radio Artists in New York arbeitete.
Daneben spielte er in den 1950er und 1960er Jahren semiprofessionell in Auftrittsstätten wie dem Harold’s Club in West Orange und im Meadowbrook in Cedar Grove, wo er die letzten 35 Jahre seines Lebens wohnte. Ende der 1960er Jahre wirkte er in der Dixieland-Revival-Szene in verschiedenen Bands mit, so in Chuck Slates Traditional Jazz Band und Bob Thompsons Red Onion Jazz Band. Weiss war als freischaffender Musiker vor allem im Raum New Jersey und New York tätig, spielte im Jazzclub Eddie Condon’s in New York und wirkte zwischen 1970 und 2002 an fünfzehn Alben mit: So nahm er als Pianist das Duo-Album Haunting Melody mit dem Klarinettisten Joe Licari auf; als Kornettist ist er auf Swingin’ and Singin’ (1990) von Warren Vaché senior zu hören. Er war Gründungsmitglied der New Jersey Jazz Society. Weiss starb Anfang Februar 2011 im Alter von 83 Jahren.
Larry Weiss ist nicht mit dem gleichnamigen Singer-Songwriter (* 1941) zu verwechseln.